# Cheiranthera linearis
Cheiranthera linearis är en tvåhjärtbladig växtart som beskrevs av Allan Cunningham. Cheiranthera linearis ingår i släktet Cheiranthera och familjen Pittosporaceae. Inga underarter finns listade.